# José Pablo Feinmann
José Pablo Feinmann, né le 29 mars 1943 à Buenos Aires selon les sources et mort le 17 décembre 2021 dans la même ville, est un écrivain, scénariste, dramaturge, philosophe et historien argentin, auteur de romans policiers.

## Biographie
José Pablo Feinmann fait des études de philosophie à l'université de Buenos Aires, où il enseigne de 1968 à 1974. Il écrit des articles pour divers magazines et, pendant les années 1970, est un membre très actif du Parti justicialiste dont il s'éloigne à partir de 1985, peu après l'élection à sa tête d'Eduardo Duhalde, dont il désapprouve l'orientation néolibérale. Il quitte définitivement le parti dans la première moitié des années 1990, alors que Carlos Menem est devenu président de l'Argentine.
En littérature, après plusieurs essais, il publie en 1979 son premier roman policier, Les Derniers Jours de la victime (Últimos días de la víctima) : sorte de « réflexion métaphysique sur la dualité, le pouvoir et la manipulation, ce récit étrange et noir s'achève de façon magistrale et surprenante », selon Claude Mesplède. L'œuvre est adaptée à trois reprises au cinéma et à la télévision.
Après La Ballade d'Ismael Navarro (Ni el tiro del final) en 1982, dans lequel un écrivain médiocre, également pianiste sans emploi, tente de s'enrichir en devenant maître chanteur, il fait paraître en 1986, L'Armée des cendres (El Ejército de ceniza). Ce roman, dont l'action se situe en 1928, est le récit d'une chevauchée sanglante d'un colonel et de deux cents hommes à la poursuite d'une bande de renégats. Cette « chevauchée hallucinante » est « une allusion évidente à « la guerre sale » et à la récente dictature ».
En 1994, il fait paraître le roman policier humoristique Les Crimes de Van Gogh (Los Crímenes de Van Gogh, 1994), récit léger où le héros écrit pour une maison de production des scénarios, basés sur de vrais crimes, qui le transforment peu à peu en Jack l'Éventreur moderne. C'est un moyen pour « Feinmann de fustiger le cinéma commercial, les reporters de télévision et la politique argentine ».
José Pablo Feinmann, victime d’un AVC en 2016 et très affaibli, est décédé le 17 décembre 2021 dans l’après-midi, quelques jours après avoir subi une nouvelle opération.

### Romans
- Últimos días de la víctima (1979) Publié en français sous le titre Les Derniers Jours de la victime, Paris, Éditions Albin Michel, coll. « Spécial policier » (1991)  (ISBN 2-226-05252-6) ; réédition LGF, coll. « Le Livre de poche » no 7608 (1993)  (ISBN 2-253-06436-X)
- Ni el tiro del final (1982) Publié en français sous le titre La Ballade d'Ismael Navarro, Paris, Éditions Albin Michel, coll. « Les Grandes Traductions » (1996)  (ISBN 2-226-08187-9)
- El Ejército de ceniza (1986) Publié en français sous le titre L'Armée des cendres, Paris, Éditions Albin Michel, coll. « Les Grandes Traductions » (1992)  (ISBN 2-226-05965-2), réédition, Paris, LGF, coll. « Le Livre de poche » no 13595 (1994)  (ISBN 2-253-13595-X)
- La Astucia de la Razón (1990)
- El cadáver imposible (1992)
- Los crímenes de Van Gogh (es) (1994) Publié en français sous le titre Les Crimes de Van Gogh, Paris, Éditions Gallimard, coll. « Série noire » no 2533 (1999)  (ISBN 2-07-049757-7)
- El mandato (2000)
- La crítica de las armas (2003)
- La sombra de Heidegger (en) (2005)
- Timote: secuestro y muerte del general Aramburu (2009)
- Carter en New York (2009)
- Carter en Vietnam (2009)
- Días de infancia (2012)
- Bongo - Infancia en Belgrano R y otros cuentos y nouvelles (2014)

### Théâtre
- Cuestiones con Ernesto “Che” Guevara (1998) Publié en français sous le titre Le Crépuscule du Che, Paris, Éditions L'Harmattan, coll. « Théâtre » (2011)  (ISBN 978-2-296-13954-1)
- Sabor a Freud (2002)

### Essais
- El peronismo y la primacía de la política (1974)
- Filosofía y nación (1982)
- Estudios sobre el peronismo (1983)
- El mito del eterno fracaso (1985)
- La creación de lo posible (1986)
- López Rega, la cara oscura de Perón (1987)
- Escritos para el cine (1988)
- Ignotos y famosos.Política, posmodernidad y farándula en la nueva Argentina(1994)
- La sangre derramada (1998)
- Dos destinos sudamericanos (1999)
- Pasiones de celuloide (2000)
- Escritos imprudentes (2002)
- Sabor a Freud (2002)
- La historia desbocada (2004)
- Escritos imprudentes II (2006)
- ¿Qué es la filosofía? (2006)
- El cine por asalto (2006)
- La filosofía y el barro de la historia (2008)
- Peronismo: filosofía política de una persistencia argentina (tomo I) (2010)
- Peronismo: filosofía política de una persistencia argentina (tomo II) (2011)
- Siempre nos quedará París: el cine y la condición humana (2011)
- El Flaco. Diálogos irreverentes con Néstor Kirchner (2011)
- Historia y pasión - La voluntad de pensarlo todo (2013) Avec Horacio González.
- Filosofía política del poder mediático (2013)
- Gershwin, ensayo sobre su obra y su tiempo (2015)
- Crítica del neoliberalismo (2016)
- La condición argentina (2017)
- Una filosofía para América Latina (2018)
- Filosofía y derechos humanos (2019)

## Filmographie

### Adaptations au cinéma
- 1982 : Últimos días de la víctima (es), film argentin réalisé par Adolfo Aristarain, adaptation du roman Últimos días de la víctima
- 1988 : Two to Tango, film argentino-américain réalisé par Héctor Olivera, adaptation du roman Últimos días de la víctima
- 1997 : La Part du mal (Love Walked In), film américano-argentin réalisé par Juan José Campanella, adaptation du roman No tiro del final

### Adaptation à la télévision
- 1995 : Les Derniers Jours de la victime, téléfilm français réalisé par Bruno Gantillon, adaptation du roman Últimos días de la víctima

### Scénarios pour le cinéma
- 1984 : En retirada (es), film argentin réalisé par Juan Carlos Desanzo (es)
- 1985 : Luna caliente, film argentin réalisé par Roberto Denis
- 1987 : Tango Bar (es), film argentino-portoricain réalisé par Marcos Zurinaga
- 1989 : Corps perdus, franco-argentin réalisé par Eduardo de Gregorio
- 1990 : Play Murder for Me, film argentino-américain réalisé par Héctor Olivera
- 1992 : Al filo de la ley, film argentin réalisé par Juan Carlos Desanzo
- 1995 : Facundo, la sombra del tigre, film argentin réalisé par Nicolás Sarquís (es)
- 1996 : Eva Perón (es), film argentin réalisé par Juan Carlos Desanzo
- 1999 : Ángel, la diva y yo, film argentin réalisé par Pablo Nisenson
- 2000 : El visitante, film argentin réalisé par Javier Olivera
- 2001 : El amor y el espanto, film argentin réalisé par Juan Carlos Desanzo
- 2003 : La célula fugitiva, film documentaire argentin réalisé par Mariana Russo
- 2004 : Ay, Juancito, film argentin réalisé par Héctor Olivera

## Sources
: document utilisé comme source pour la rédaction de cet article.
- Claude Mesplède (dir.), Dictionnaire des littératures policières, vol. 1 : A - I, Nantes, Joseph K, coll. « Temps noir », 2007, 1054 p. (ISBN 978-2-910-68644-4, OCLC 315873251), p. 720
- « José Pablo Feinmann » (présentation), sur l'Internet Movie Database